# Agabekalendzh
Agabekalendzh (azerbajdzjanska: Ağabəyyalı, armeniska: Aghabekalanj, Աղաբեկալանջ, azerbajdzjanska: Ağabəyəlenc) är en ort i Azerbajdzjan.   Den ligger i distriktet Tərtər Rayonu, i den centrala delen av landet, 260 kilometer väster om huvudstaden Baku. Agabekalendzh ligger 557 meter över havet och antalet invånare är 155.
Terrängen runt Agabekalendzh är kuperad åt sydväst, men åt nordost är den platt. Terrängen runt Agabekalendzh sluttar brant österut. Närmaste större samhälle är Martakert, 2,5 kilometer öster om Agabekalendzh. 
Trakten runt Agabekalendzh består till största delen av jordbruksmark. Runt Agabekalendzh är det ganska tätbefolkat, med 139 invånare per kvadratkilometer.